# دنی وارد
دنی وارد (انگلیسی: Danny Ward؛ زادهٔ ۲۲ ژوئن ۱۹۹۳) بازیکن فوتبال اهل ولز است که برای تیم فوتبال لسترسیتی در لیگ برتر انگلیس بازی می‌کرد.

## باشگاهی
از باشگاه‌هایی که در آن بازی کرده‌است می‌توان به رکسهام، تاموورث، لیورپول، مورکم، آبردین، هادرزفیلد تاون و لستر سیتی اشاره کرد.